# Zsolnay Ignác (gyártulajdonos)
Zsolnay Ignác (Pécs, 1826. július 17. – Bukarest, 1900), a Zsolnay gyár első tulajdonosa.

## Életútja
Zsolnay Ignác apja Zsolnay Miklós (1800. február 16. – 1880. június 7.) kereskedő, anyja Ballai Teréz voltak. Ignác közgazdásznak tanult. Apja tette lehetővé számára a tanulást, de őt nem igazán érdekelte a közgazdaságtan.
A szabadságharc idején Bem apó hadsegédje volt. Miután visszakerült Pécsre semmi nem tudta igazán lekötni, leginkább tanult szakmája nem érdekelte. Nyugtalan, könnyelmű, de tehetséges és igen művelt ifjú.
Ignác volt a kőedénygyár első tulajdonosa, neki vette édesapja a gyár alapjait: bányát, műhelyt és a lukafai műhely felszerelését. Kezdetben téglát, csöveket, használati tárgyakat gyártottak, később már dísztárgyakat is. Mindezekhez már művészeti szándék és készség is kellett, ami Ignácban megvolt, csak a gyakorlati érzék hiányzott belőle. Ezért is került csődbe a gyár, 12 év alatt fazekasműhellyé csökevényesedett. Testvérével való együttműködés nem volt életképes, a vállalkozás a csőd szélére került, testvére, Zsolnay Vilmos mentette meg a tönkremeneteltől azzal, hogy megvásárolta tőle a műhelyt, amelyet gyárrá fejlesztett.
Ignác kivándorolt Romániába, Bukarestben próbált szerencsét. Vilmos sosem tudta többet hazacsábítani.
Zsolnay Ignácnak feleségétől, Neuner Karolinától négy gyermeke született: Zsolnay Erzsébet (1860. december 22. – 1861. november 07.), Zsolnay Vilhelmina (1861. szeptember 7. – 1862. február 23.), Zsolnay Gyula (1862. július 8. – New York, 1949.), Zsolnay Gizella (1864. október 29. – Bukarest, 1946.).
Gyermekei közül Gyula és Gizella folytatta művészeti tevékenységet; Gyula Amerikába vándorolt, és ott letelepedve családot alapított, művészettel foglalkozott.